# Limonium mansanetianum
Limonium mansanetianum är en triftväxtart som beskrevs av Manuel Benito Crespo och Lledó. Limonium mansanetianum ingår i släktet rispar, och familjen triftväxter. Inga underarter finns listade i Catalogue of Life.